# 拉哈迪·亚兹里
拉哈迪·亚兹里(2001年5月28日—)是一名马来西亚职业足球运动员，现效力于马来西亚足球超级联赛的登嘉楼足球俱乐部。同时也代表马来西亚国家足球队，司职门将。

## 职业生涯

### 登嘉楼
拉哈迪·亚兹里出自登嘉楼青训队，并在2019年代表登嘉楼IV队获得2019年马来西亚青年杯冠军。2021年，拉哈迪·亚兹在马来西亚超级足球联赛对阵雪兰莪中完成联赛首秀，该场比赛登嘉楼以2比1战胜对手。2021年末期，拉哈迪·亚兹里受伤结束后，他开始在一线队恢复训练，在季前赛2比0战胜雪兰莪比赛，拉哈迪·亚兹里伤愈复出。

## 荣誉

### 俱乐部
登嘉楼
- 马来西亚青年杯（英语：Piala Belia）冠军：2019年